# Боскореале
Боскореа́ле (итал. Boscoreale, неап. Vuoscoriale) — город в Италии, в регионе Кампания, в провинции Неаполь.
Население составляет 27 476 человек (на 2004 г.), плотность населения — 2444,7 чел./км². Занимает площадь 28 км². Почтовый индекс — 80041. Телефонный код — 081.
Покровительницей города почитается Пресвятая Богородица (Богоматерь Кармельская). Праздник города ежегодно отмечается 16 июля.
Соседние коммуны: Боскотреказе, Поджомарино, Помпеи, Скафати, Терциньо, Торре-Аннунциата.
Главная достопримечательность — археологический сайт и небольшой музей Вилла в Боскореале. Однако сокровища римской виллы в Боскореале, по большей части, представлены в копиях, а оригиналы были проданы за границу и выставляются ныне в парижском Лувре и нью-йоркском музее «Метрополитен».